# Дэвидсон, Джеймс Норман
Джеймс Норман Дэвидсон (англ. James Norman Davidson; 5 марта 1911, Эдинбург, Шотландия — 11 сентября 1972) — шотландский биохимик и педагог.

## Биография
Родился 5 марта 1911 года в Эдинбурге. В 1934 году окончил Эдинбургский университет. С 1937 по 1938 год работал в институте физиологии клетки кайзера Вильгельма, с 1938 по 1945 год — в университетах Шотландии. С 1946 по 1948 год занимал должность профессора биохимии Лондонского университета, с 1948 по 1972 год занимал должность заведующего кафедрой физиологической химии Университета Глазго.
Скончался 11 сентября 1972 года.

## Научные работы
Основные научные работы посвящены биохимии нуклеиновых кислот.
- В своих исследованиях использовал изотопы и методы культуры тканей.
- 1956-60 — Один из авторов учебного пособия «Нуклеиновые кислоты» (т. 1—3).

## Членство в организациях
- Член Лондонского королевского общества (1960-72).
- Президент Эдинбургского королевского общества (1964-67).